# خوسيه ماريا سيبالوس
خوسيه ماريا سيبالوس (بالإسبانية: José María Ceballos)‏ هو لاعب كرة قدم إسباني، ولد في 7 سبتمبر 1968 في Pámanes ‏ في إسبانيا. لعب مع راسينغ سانتاندير.

## وصلات خارجية
- خوسيه ماريا سيبالوس على موقع قاعدة بيانات كرة القدم.إي يو (الإنجليزية)
- خوسيه ماريا سيبالوس على موقع عالم كرة القدم.نت (الإنجليزية)